# Josef Vápeník
Josef Vápeník (* 1. července 1948) je bývalý český fotbalista a trenér.

## Hráčská kariéra
V československé lize hrál za TŽ Třinec. Nastoupil ve 40 ligových utkáních a dal 1 ligový gól. V nižších soutěžích hrál za Baník Most a Vagónku Česká Lípa.

## Ligová bilance
| Ročník                                   | Zápasy | Góly | Minuty | Klub                  |
| ---------------------------------------- | ------ | ---- | ------ | --------------------- |
| 1. československá fotbalová liga 1970/71 | 24     | 1    | 1 369  | TŽ Třinec             |
| 1. československá fotbalová liga 1971/72 | 9      | 0    | 385    | TŽ Třinec             |
| 1. československá fotbalová liga 1972/73 | 7      | 0    | 440    | TŽ Třinec             |
| Česká národní fotbalová liga 1981/82     | 28     | 3    | –      | TJ Vagónka Česká Lípa |
| Česká národní fotbalová liga 1982/83     | 8      | 2    | –      | TJ Vagónka Česká Lípa |
| Česká národní fotbalová liga 1983/84     | 5      | 0    | –      | TJ Vagónka Česká Lípa |
| Česká národní fotbalová liga 1984/85     | 2      | 0    | –      | TJ Vagónka Česká Lípa |
| CELKEM 1. liga                           | 40     | 1    | 2 194  |                       |

## Trenérská kariéra
Po skončení hráčské kariéry se stal trenérem.